# Episode (àlbum)
Episode és el cinquè àlbum d'estudi de la banda finlandesa de power metal Stratovarius. Va ser enregistrat entre octubre de 1995 i febrer de 1996 i va sortir a la venda el 22 d'abril de 1996 a través de T&T, filial de Noise Records. És el primer àlbum en el que no participa cap membre fundador de la banda, després que el baterista i únic fundador restant, Tuomo Lassila, juntament amb el teclista Antti Ikonen, abandonessin la banda el 1995. Van ser substituïts per l'exbaterista de Rage i Grave Digger Jörg Michael i per l'exteclista d'Yngwie Malmsteen i Dio Jens Johansson.
L'àlbum va assolir la posició 21 a les llistes d'àlbums de Finlàndia i s'hi va mantenir dins durant sis setmanes.
Les cançons "Father Time" i "Will the Sun Rise" van ser llençades com singles de l'àlbum.

## Llista de cançons
| Núm.          | Títol                | Lletra                          | Música        | Durada  |
| ------------- | -------------------- | ------------------------------- | ------------- | ------- |
| 1.            | «Father Time»        | Timo Kotipelto, Richard Johnson | Timo Tolkki   | 5:01    |
| 2.            | «Will the Sun Rise?» | Kotipelto                       | Tolkki        | 5:06    |
| 3.            | «Eternity»           | Kotipelto                       | Tolkki        | 6:55    |
| 4.            | «Episode»            | (instrumental)                  | Tolkki        | 2:01    |
| 5.            | «Speed of Light»     | Kotipelto                       | Tolkki        | 3:03    |
| 6.            | «Uncertainty»        | Kotipelto                       | Kotipelto     | 5:59    |
| 7.            | «Season of Change»   | Tolkki                          | Tolkki        | 6:56    |
| 8.            | «Stratosphere»       | (instrumental)                  | Tolkki        | 4:51    |
| 9.            | «Babylon»            | Tolkki                          | Tolkki        | 7:09    |
| 10.           | «Tomorrow»           | Johnson                         | Tolkki        | 4:51    |
| 11.           | «Night Time Eclipse» | Kotipelto                       | Tolkki        | 7:58    |
| 12.           | «Forever»            | Tolkki                          | Tolkki        | 3:06    |
| Durada total: | Durada total:        | Durada total:                   | Durada total: | 1:03:01 |

| 13. | «When the Night Meets the Day» | Tolkki | Tolkki | 5:30 |

| 14. | «Future Shock '96» | Tuomo Lassila, Tolkki | Tuomo Lassila, Tolkki | 4:27 |

## Crèdits
- Timo Kotipelto – veu principal
- Timo Tolkki – guitarres, veus de suport, arranjaments (excepte pista 12), enginyer de so, mescla, productor
- Jens Johansson – teclats
- Jörg Michael – bateria
- Jari Kainulainen – baix elèctric
- Pasi Puolakka – flauta travessera
- Sibelius String Orchestra – orquestra de corda
- Sibelius Choir – cor
- Pop/Jazz Conservatory Choir – cor
- Reijo Harvonen – direcció, arranjament (pista 12)
- Kimmo Blom – veus de suport
- Richard Johnson – veus de suport
- Marko Vaara – veus de suport
- Richard Johnson – suport vocal i líric
- Timo Oksala – enginyer de so
- Rene Siren – enginyer de so
- Mikko Karmila – mescla
- Mika Jussila – masterització
- Sakari Peltola – Disseny artístic de la portada

## Posició en les llistes
| Any  | Llista               | Posició |
| ---- | -------------------- | ------- |
| 1996 | Finnish albums chart | 21      |